# Charlie Wilson (politicus)
Charles Nesbitt (Charlie) Wilson (Trinity (Texas), 1 juni 1933 – Lufkin (Texas), 10 februari 2010) was een Amerikaans politicus. Hij was bijna 24 jaar lid van het Huis van Afgevaardigden. Hij is vooral bekend vanwege zijn betrokkenheid bij Operatie Cyclone, een geheime missie van de CIA onder de regering-Reagan om de Afghaanse moedjahedien van wapens te voorzien in de strijd tegen het Sovjet-leger. Over deze geschiedenis werd de film Charlie Wilson's War gemaakt.

## Levensloop
Wilson studeerde aan Sam Houston State University en behaalde daar een Bachelor of Science. Van 1956 tot 1960 diende hij bij de Amerikaanse marine en wist het tot de rang van luitenant te brengen. Daarna kwam hij te werken bij het Pentagon bij een afdeling die het nucleaire programma van de Sovjet-Unie volgde en bestudeerde.

### Politiek in Texas
In 1960 was hij als vrijwilliger betrokken bij de presidentscampagne van John F. Kennedy. Hij stelde zich verkiesbaar voor het Huis van Afgevaardigden van de staat Texas en werd daar op zijn 27e in gekozen. Wilson was twaalf jaar lid en kwam bekend te staan als de 'liberaal van Lufkin'. In het Texaanse Huis van Afgevaardigden maakte hij zich hard voor Medicaid, verschillende belastingvrijstellingen en een vastgesteld minimumloon. Ook was hij als een van de weinige politici in Texas die pro-choice was. Tegelijkertijd stond hij bekend als rokkenjager en alcoholist. In 1980 werd Wilson ook beschuldigd van het gebruiken van cocaïne in Las Vegas. Een onderzoek van openbaar aanklager Rudolph Giuliani werd gestaakt vanwege gebrek aan bewijs.

### Lid Huis van Afgevaardigden
In 1972 stelde Wilson zich verkiesbaar voor het Amerikaanse Huis van Afgevaardigden en werd gekozen. Wilson zou nog elfmaal worden herkozen. Aan het einde van de jaren zeventig steunde hij de rechtse regering van Anastasio Somoza Debayle in Nicaragua. Deze probeerde hem om te kopen, maar behield de sympathie van Wilson. Hij vond dat Somoza door de Amerikaanse regering in de steek was gelaten. Op een gegeven moment dreigde hij zelfs het Panama-akkoord van president Jimmy Carter tegen te houden als deze Somoza niet zou blijven steunen.
Wilson arrangeerde zelfs een ontmoeting tussen CIA-agent Ed Wilson en Somoza. Deze bood in ruil voor honderd miljoen dollar een strijdmacht van duizend ex-CIA'ers aan, die aan de zijde van Somoza zouden vechten. De deal ging niet door omdat Somoza weigerde het geld te betalen.
Afghanistan was in 1979 bezet door de Sovjet-Unie. Wilson had zitting in het defensiecomité van het Huis van Afgevaardigden. Hij vroeg daarin of er meer financiële middelen konden worden vrijgemaakt voor de steun aan de moedjahedien die tegen de Sovjet-troepen vochten. De CIA nam contact met Wilson op of hij nog meer kon doen en aan het einde van het jaar steeg het budget naar driehonderd miljoen dollar. Hij zei: "De Verenigde Staten hebben niets van doen met de keuze van die mensen om te vechten... maar we zouden door de geschiedenis veroordeeld kunnen worden, als we ze met stenen laten vechten".
Op voorspraak van Joanne Herring had Wilson ook ontmoetingen met het Pakistaanse leiderschap. Via hen werden de wapens aan de Afghani geleverd. Deels door de steun van de Verenigde Staten wisten de moedjahedien de Sovjets te verslaan. Deze trokken zich in 1989 terug. Toch was er ook kritiek op Wilson omdat de meeste steun ging naar Gulbuddin Hekmatyar, een van de latere leiders van de Taliban en supporters van al-Qaeda.
Later zou Wilson zich ook hard maken voor een grotere betrokkenheid van de Verenigde Staten in de Joegoslavische Burgeroorlog. Na een tour van vijf dagen door het land in januari 1993 bepleitte hij bij de Clinton-regering een opheffing van het wapen-embargo voor Bosnië. Hij zei: "Dit is goed versus kwaad. Als we dit niet willen Amerikaniseren, wat dan wel? We moeten ergens voor staan".

### Uit de politiek
Wilson ging in 1997 met pensioen. Hij trouwde in februari 1999 nog met Barbara Alberstadt, een ballerina die hij ontmoette op een feest in Washington D.C.. In september vond een harttransplantatie plaats. Op 10 februari 2010 stortte hij in en overleed in het ziekenhuis in Lufkin, Texas. Robert Gates, minister van defensie, zei: "Amerika heeft een buitengewone patriot verloren wiens leven laat zien dat dappere en vastberaden mensen de loop van de geschiedenis kunnen veranderen".
- Gemeinsame Normdatei: 141072385
- International Standard Name Identifier: 0000 0000 7782 296X
- Library of Congress Control Number: no95037665
- National Archives and Records Administration: 10573879
- Bibliotheek van het Japanse parlement: 01088202
- Nationale Bibliotheek van Tsjechië: xx0079804
- Nationale Bibliotheek van Israël: 987009645124705171
- Nederlandse Thesaurus van Auteursnamen: 276379799
- SNAC: w6sn46h7
- Biographical Directory of the United States Congress: W000570
- Virtual International Authority File: 85826272
- WorldCat: E39PBJbxJxHmtDrYqvcv6mYMfq